# 静香のコンサート'90春
『静香のコンサート'90春』（しずかのコンサート ナインティ はる）は、工藤静香通算3作目のライブ・ビデオ。1990年10月21日発売。発売元はポニーキャニオン。規格品番：PCVP-10340（VHS）。2007年9月19日にDVD化された。

## 解説
NHKホールで開催されたファイナル公演を収録した映像作品。スタジオ・アルバム『rosette』（1990/4/29発売、PCCA-00055）を引下げて行われたコンサート・ツアーとなる。尚、『rosette』からは「瞬間の海」を除いたすべてが収録された。
うしろ髪ひかれ隊の楽曲「Nice!」「誰も知らないブルー・エンジェル」のソロ･ヴァージョンが披露されている。「誰も知らないブルー・エンジェル」は、翌1991年12月11日に発売されたベスト・アルバム『intimate』（PCCA-00330）にスタジオ・レコーディング音源を収録している。
ソロ・デビュー曲「禁断のテレパシー」から、ライブ開催時の最新シングル「千流の雫」まで、全シングルA面曲の歌唱映像が収録された。
VHS・LD（PCLP-00070）のほか、2007年9月19日にはソロ・デビュー20周年を記念し、それまでに発表された全ライブビデオを収納したDVD-BOX『Shizuka Kudo THE LIVE DVD COMPLETE BOX』（PCBP-51826）がリリースされ、本作品も初めてDVD化された。

## 収録曲
1. すべてはそれから
2. MUGO・ん…色っぽい
  - カネボウ化粧品 '88秋 キャンペーン・ソング。
3. 月曜日の失踪
4. くちびるから媚薬
5. No no no no 〜琥珀のCocktail〜
6. 夢うつつジェラシー
7. FU-JI-TSU
8. 誰も知らないブルー・エンジェル
  - うしろ髪ひかれ隊の4thシングル「ほらね、春が来た」B面曲。
  - フジテレビ系TVアニメ『ついでにとんちんかん』エンディング・テーマ。
9. 断崖
10. Nice!
  - うしろ髪ひかれ隊のアルバム『うしろ髪ひかれ隊』（1987/9/5発売、D30A-0310）収録曲。
11. Unbeliever
12. セレナーデ
13. 奇跡の肖像
14. 恋模様
15. 素直に言って
16. Mirageの虜
17. 嵐の素顔
18. 恋一夜
  - 箱根彫刻の森美術館 イメージソング。
19. 禁断のテレパシー
20. 愛の漂流者
21. 千流の雫
  - 太陽誘電カセットテープ「That's」CMソング。
22. 黄砂に吹かれて
  - 太陽誘電カセットテープ「That's」CMソング。
23. 抱いてくれたらいいのに
24. Again

## 関連作品
- MYこれ!クション うしろ髪ひかれ隊BEST - M-8・10
- ミステリアス - M-1・19・24
- JOY - M-5・6・13・18
- rosette - M-3・4・9・11・15・16・20
- unlimited - M-14
- intimate - M-8
- Shizuka Kudo 20th Anniversary the Best - M-2・4・7・17〜24
- 20th Anniversary B-side collection - M-12